# بنغ (خبز)
خبز البِنْغ (بالإنجليزية: Bing bread)‏ هو طعام صيني يصنع من دقيق القمح بشكل مفرود أو يشبه القرص. قد تشبه هذه الأطعمة الخبز المفرود والبان كيك والفطائر وأطعمة العجين غير المخمرة للمأكولات غير الصينية. كثير منها يشبهه أيضا بالروتي الهندي والكريب الفرنسي والببوسة السلفادوري أو التُرْتِلَّة المكسيكية في حين أن البعض الآخر يشبهونه للكعك والبسكويت. المصطلح صيني ولكنه قد يشير أيضًا إلى الخبز المسطح أو الكعك من الثقافات الأخرى.